# Bankers Hill (San Diego)

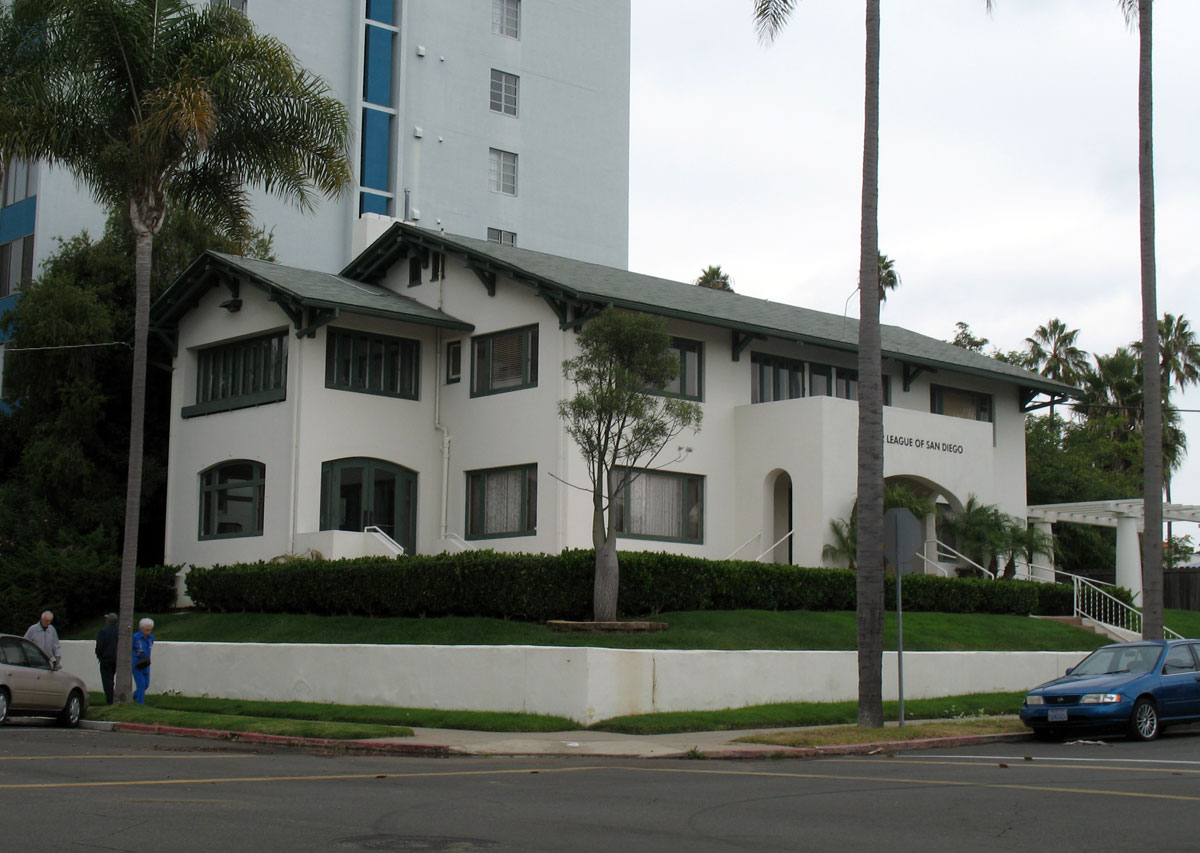
Edificio en Banker Hills en la Tercera Avenida.

Bankers Hill es un barrio de Uptown San Diego localizado cerca del Parque Balboa. Está bordeado al norte po Mission Hills y Hillcrest (en la Calle Upas), al sur por el centro (en la Interestatal 5, autovía de San Diego), al este del Parque Balboa, y al oeste por la interestatal 5, Pequeña Italia y el Aeropuerto Internacional de San Diego.
El área es principalmente residencial al sur de la Avenida Laurel y al oeste de la 5.ª Avenida. Muchas construcciones se construyeron en el 2006, creando una línea vertical de condominios a lo largo de la 6.ª Avenida con dirección al Parque Balboa. Las ubicaciones más al oeste tienen una vista panorámica del centro de San Diego, el distrito portuario, el aeropuerto, Coronado y las islas portuarias y el Monte Soledad.
- Datos: Q806738
- Multimedia: Bankers Hill, San Diego / Q806738